# Howard Staunton
Howard Staunton (født april 1810, død 22. juni 1874) var engelsk skakmester og uofficiel skakverdensmester. Han havde derudover en alsidig begavelse, skrev avisspalter samt var forfatter og kender af Shakespeare. I dag huskes hans navn mest i forbindelse med det design af skakbrikker, som han anbefalede, Staunton modellen.
Der kendes kun lidt til hans liv forud for hans indtræden i skakkens verden. Han fortæller selv, at han var født i Westmorland og at hans faders navn var William. Men en del tyder på, at han var uægte søn af Frederic Howard, 5. jarl af Carlisle, og at Howard Staunton derfor ikke var hans rigtige navn. Han voksede imidlertid op i fattigdom og fik ingen formel uddannelse som dreng. Han fortæller, at han som ung mand var skuespiller, og at han engang spillede rollen som Lorenzo i Købmanden i Venedig, og at han havde spillet sammen med den berømte engelske skuespiller Edmund Kean.
Det er fastslået, at Staunton var i London i 1836, og at han tegnede et abonnement på William Walkers bog Skakpartier spillet i London af afdøde Alexander McDonnell (engelsk originaltitel: Games at Chess, actually played in London, by the late Alexander McDonnell Esq.). Staunton var tilsyneladende 26 år, da han begyndte at interessere sig for spillet. Han sagde, at han på denne tid var "svindel-spiller."
Fra dette tidspunkt og fremefter begyndte han at dyrke spillet for alvor. I 1838 spillede han mange spil med William Evans, ophavsmanden til Evans Gambit. Han spillede – og tabte – endvidere en match mod den tyske skakskribent Aaron Alexandre.
I 1840 skrev han en skakspalte for New Court Gazette i perioden fra maj til årets slutning. Hans spil havde udviklet sig, så han kunne spille en match mod den tyske mester Popert og vinde den med et enkelt parti mere. Han begyndte også at skrive for British Miscellany, hvilket i 1841 førte til, at han grundlagde det skaktidsskrift, der kendes som Chess Player's Chronicle. Staunton var redaktør på tidsskriftet til 1854, hvor han efterfulgtes af Robert Barnett Brien.

I 1842 spillede han hundreder af spil mod John Cochrane. Cochrane var en stærk spiller, og Staunton fik god opvarmning til, hvad der skulle blive hans største skakpræstation det følgende år. I 1843 spillede Staunton en kort match mod den franske mester, Pierre Saint-Amant, som var på besøg i London. Staunton tabte matchen 3,5-2,5, men der blev arrangeret en senere returmatch i Paris. Staunton tog dertil, hvor han fra 14. november til 20. december 1843 spillede en ny match mod Saint-Amant i Café de la Régence og slog ham overbevisende med 13-8. Staunton anvendte med succes førstetrækket 1. c4, og denne åbning blev herefter kendt som engelsk.
Siden Saint-Amants nederlag er der aldrig dukket nogen fransk spiller op, som kunne hævde den franske skaklige overlegenhed, som begyndte med Philidor, og i stedet blev London verdens skakhovedstad. Staunton blev uofficielt anerkendt som verdens bedste spiller fra 1843 til 1851.
Staunton tog til Paris året efter for at spille mod Saint-Amant igen, men på grund af en lungebetændelse, der havde ødelagt hans helbred for stedse, måtte matchen aflyses, og de kom ikke til at spille mod hinanden igen.
I 1845 startede Staunton en skakspalte i Illustrated London News, som han fortsatte med resten af sit liv. Kilderne, bl.a. The Oxford Companion to Chess, er enige om, at Stauntons spalte blev den mest indflydelsesrige i verden.
Staunton spillet en del matcher mod mindre gode spillere med forgave (bonde og træk forud), men spillede også matcher mod de to tyske mesterspillere Horwitz og Harrwitz i 1846 og slog dem begge. I matchen mod den førstnævnte introducerede han Staunton Gambit (1.d4 f5 2.e4).
I 1847 skrev Staunton sin berømteste bog: Skakspillerens håndbog (The Chess-Player's Handbook), som blev genoptryk helt frem til 1993. Endnu en bog, Skakspillerens ledsager (The Chess-Player's Companion) fulgte i 1849. Dette år giftede Staunton sig som 39-årig.
I 1849 designede Nathaniel Cook et sæt skakbrikker og fik dem registreret, mens hans svoger John Jacques stod for deres fabrikation. Staunton anbefalede de nye brikker i sin skakspalte, og hvert sæt brikker blev solgt med en lille "brochure" fra Stauntons hånd, hvorfor han modtog royalty på hvert sæt solgte brikker. Designet var meget tiltrækkende og vandt stor popularitet, og Staunton skakbrikker er blevet standardbrikkerne for både professionelle og amatørspillere lige siden.
I maj 1851 skulle London være vært for den første Verdensudstilling, og det aktive og driftige skakmiljø i byen, først og fremmest skakklubben St. George´s Chess Club, fostrede tanken om at leve op til udstillingen ved at arrangere en skakturnering for alle kendte mestre i verden. Staunton påtog sig at arrangere den og rejste den dengang betragtelige sum af 500 pund til finansieringen.
Selvom Londons skakklub endte med ikke at sende deltagere til turneringen, blev London 1851 en succes. For Staunton var det dog en skuffelse, for efter en måneds kamp mellem seksten verdensklassespillere, blev han slået ud af kampen om førstepladsen af den senere vinder, Adolf Anderssen, og derefter også slået i kampen om den næste placering af sin tidligere elev, Elijah Williams. Det stod klart, at Stauntons bedste skaktid nu var ovre, både på grund af alder og sygdom, men hans ry som verdens førende skakautoritet varede ved. Det befordrede han selv med megen selvfølelse i sin skakspalte, naturligvis hjulpet af udbredelsen af hans skakbøger. Han havde dog stadig stor spillestyrke og hævnede sig senere på året på Williams ved at slå ham med 6 gevinster mod 4 og 1 remis. Desuden slog han Karl Jaenisch i en match, med syv vundne, to nederlag og en remis.
Staunton udgav i 1852 en bog om turneringen i London 1851 med titlen Skakturneringen (The Chess Tournament). Titelbladet lyder: "Af H. Staunton, Esq, ophavsmand til Skakhåndbogen, Skakspillerens ledsager &c.&c.&c", hvortil en 15-16 årig dreng ved navn Paul Morphy føjede følgende i sit eksemplar: "og til nogen djævelsk dårlige partier".
Var Staunton i perioden 1843-1851 kendt som verdens bedste skakspiller, så var han fra 1851 til sin død i 1874 berømt for at gøre England til skakverdenens hovedstad. I 1874 var Morphy høfligere og bedømte Stauntons bedste bidrag til ikke at være som spiller, men som teoretiker og analytiker. Der er da også almindelig enighed om, at Stauntons spillestil i højere grad end hans samtidiges viser frem mod mere moderne metoder.
I 1853 rejste Staunton til Bruxelles og mødtes med Baron Tassilo von Heydebrand und der Lasa, hvor de diskuterede standardisering af skakreglerne og i øvrigt spillede en lille match, som baronen vandt med 5 gevinster mod fire og tre remis.
Omkring 1856 begyndte Staunton at trække sig tilbage fra skakken og begyndte i stedet at vie hovedparten af sin tid til at skrive om Shakespeare. Han indgik kontrakt med en udgiver om at skabe en kommenteret udgave af den store forfatters værker. Uheldigvis tillod Stauntons ego ham ikke at indse, at han ikke længere tilhørte skakeliten, men inderst inde må han have kunnet mærke, at andres spillestandard forbedredes i forhold til hans. Alligevel deltog Staunton i en turnering i Birmingham i 1858, arrangeret af den nydannede British Chess Association. Staunton nåede ikke langt, men blev slået ud af Johann Löwenthal i bare to spil.
Birmingham 1858 blev Stauntons sidste offentlige skakoptræden. Han nægtede at spille offentligt mod Paul Morphy, da denne kom til England i 1858, med det påskud at han var for optaget af arbejdet med kommentarerne til Shakespeare. Desværre var han nok alligevel for smigret ved tanken om, at Morphy stadig anså ham for den spiller, det var vigtigst at slå, og han viklede sig af den grund ud i en række handlinger og skriverier, som bestemt ikke har været pyntelige for hans eftermæle.
Imidlertid koncentrerede han sig om at skrive om Shakespeare og om skak. I 1860 udkom hans værk om Shakespeare, som han selv anså for at være af høj kvalitet, men moderne kritikere er ikke enige, og Staunton har kun en birolle i moderne Shakespeare-forskning. Staunton udgav også i 1860 en bog med titlen: Skakpraksis (Chess Praxis), som for at udnytte offentlighedens efterspørgsel bragte over 168 sider om Morphys partier med kommentarer af Staunton.
Staunton offentliggjorde mange artikler om Shakespeare i 1864 og 1865. Hans sidste bog var Englands store skoler (Great Schools of England), der udkom i 1865. Han døde ved sit skrivebord i sit bibliotek, mens han skrev på endnu en skakbog. Den blev udgivet posthumt i 1876, redigeret af R.B. Wormald med titlen Skak: Teori og praksis (Chess: Theory and Practice).
Der er indsat en mindeplade ved hans bolig på 117 Lansdowne Road, London W11. I 1997 rejstes en mindesten med en indhugget springer på hans grav på kirkegården Kensal Green Cemetery i London.